# British Expeditionary Force
British Expeditionary Force (BEF) er betegnelsen for de britiske militærenheder, som blev sendt til Vestfronten i Europa under 1. og 2. verdenskrig. Planlægningen af et British Expeditionary Force til hurtig indsættelse i en oversøisk krig fandt sted i 1906-1912 efter den anden boerkrig under den britiske krigsminister Richard Haldane.
Der blev indsat styrker fra British Expeditionary Force under 1. verdenskrig og igen under 2. verdenskrig.

## Første verdenskrig
Begrebet "British Expeditionary Force" bruges ofte som betegnelse for de britiske styrker, som var tilstede i Frankrig før afslutningen af det første slag ved Ypres, 22. november 1914. De overlevende blev tildelt Mons Star. Man kan også lave et skæringspunkt den 26. december 1914, da styrkerne blev delt i Første britiske Arme og Anden britiske Arme (senere i krigen kom der også en Tredje, Fjerde og Femte britiske Arme).
Navnet forblev imidlertid den officielle betegnelse for den britiske hær i Frankrig og Flandern i hele 1. verdenskrig. 
Styrken fik sit øgenavn 'Old Contemptibles' (gamle usle) fra en formodet dagsbefaling fra 19. august 1914 udsendt af Kejser Wilhelm 2.:
| „ | Det er min kongelige og kejserlige vilje at I koncentrerer jeres energi i den nærmeste fremtid om et enkelt mål, og det er at I bruger alle jeres evner og alle mine soldaters mod på først at udrydde de forræderiske englændere (og) trampe over general French's lille usle hær. | “ |

Den tyske kejser Wilhelm 2. havde tilsyneladende omtalt styrken som "ussel lille" dvs. en reference til dens størrelse, men det blev rapporteret som "lille ussel". Navnet blev hængende, og BEF omtalte stolt sig selv som 'Old Contemptibles'.
Der er aldrig fundet beviser på en sådan dagsbefaling i de tyske arkiver efter krigen og eks-kejseren benægtede at have sagt noget sådant:
| „ | Tværtimod, jeg understregede til stadighed hvor værdifuld den britiske hær var, og advarede ofte - i fredstid - mod at undervurdere den | “ |

Dagsbefalingen blev, lader det til, skabt af Frederick Maurice i det britiske krigsministerium af propagandaårsager

## Anden verdenskrig
Efter invasionen af Polen i 1939 blev British Expeditionary Force sendt til den fransk-belgiske grænse. I maj 1940, da det tyske angreb begyndte, bestod det af 10 infanteridivisioner i 3 korps samt 1. tankbrigade og en afdeling af Royal Air Force bestående af ca. 500 fly (the BEF Air Component). I Frankrig var der desuden en særskilt styrke af langdistancefly (the Advanced Air Striking Force).
BEF var under kommando af Lord Gort, og selv om styrken kun udgjorde en tiendedel af den allierede styrke, led den svære tab under den tyske fremrykning, og det meste af den resterende styrke (ca. 330.000 mand) blev evakueret ved Dunkerque i Operation Dynamo i begyndelsen af juni, men måtte efterlade meget af sit udstyr.
Den britiske 51. højlands-infanteridivision blev efterladt i Saint-Valéry-en-Caux, da den ikke var omringet af tyskerne. Den overgav sig sammen med elementer af den 10. franske arme senere i juni. Den kortvarige anden ekspeditionsstyrke under kommando af general Alan Brooke blev evakueret fra det vestlige Frankrig i Operation Ariel.

## Notes
1. ↑  What was HQ or GHQ?
2. ↑  Dagsbefalingen beskrives som "næsten sikkert apokryf" i Brewer's Dictionary of Phrase and Fable, Centenary edition, second impression, 1971, ISBN 0-304-93570-0
3. ↑  Nigel Rees citerede Arthur Ponsonby, Falsehood in War-Time, 1928.)

## Eksterne links
- En kilde for Kejser Wilhelm's dagsbefaling